# 18823 Zachozer
18823 Zachozer è un asteroide della fascia principale. Scoperto nel 1999, presenta un'orbita caratterizzata da un semiasse maggiore pari a 2,4170519 UA e da un'eccentricità di 0,1456775, inclinata di 2,63637° rispetto all'eclittica.